# 賀多神社

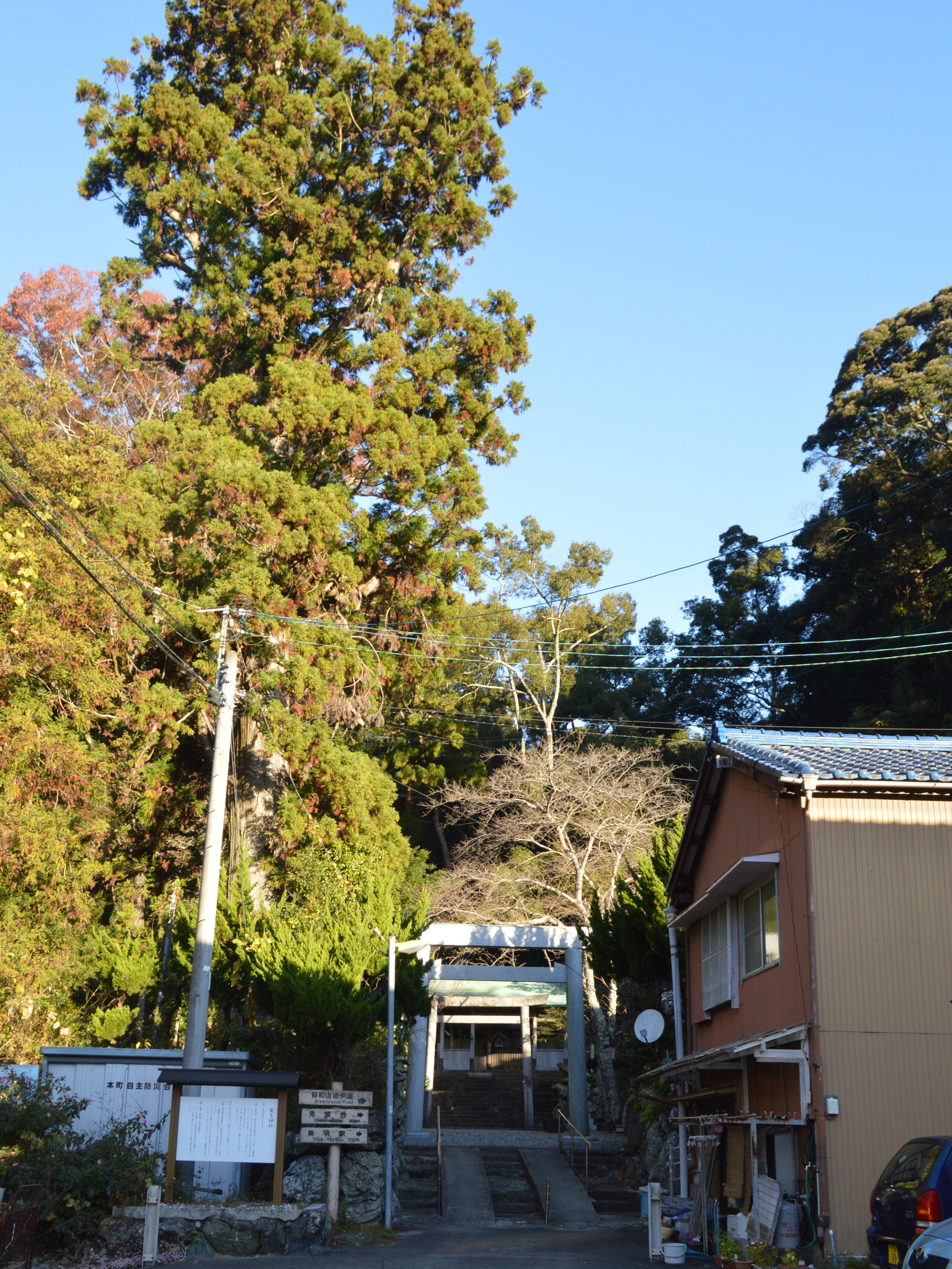
杉の大木がある境内

賀多神社（かたじんじゃ）は、三重県鳥羽市鳥羽二丁目9-1にある神社。神紋は花菱。
20年ごとに遷宮を行っており、伊勢神宮外宮の別宮である多賀宮と月夜見宮の古材を用いている。

## 祭神
- 正勝吾勝勝速日天之忍穂耳命（まさかあかつかちはやびあめのおしほみみのみこと）
- 天之菩卑能命（あめのほひのみこと）
- 天津日子根命（あまつひこねのみこと）
- 活津日子根命（いくつひこねのみこと）
- 熊野久須毘命（くまぬくすびのみこと）
- 多紀理毘売命（たぎりひめのみこと）
- 市寸嶋比売命（いちきしまひめのみこと）
- 多岐都比売命（たぎつひめのみこと）

出典：『鳥羽市史 下巻』

## 歴史
神亀元年（724年）に創建されたと伝えられる。
正徳3年（1713年）の『志陽略志』における八皇子社が当社であるとされる。
明治4年（1871年）に賀多神社と名称を変更するとともに、郷社となる。明治40年（1907年）1月21日に境外の大杉社（無格社）を合祀した。同年10月4日に境内社の岩崎神社・八幡社・子安神社・山之神社2社と、境外社の岩崎ノ上日吉社（無格社）・秋葉社・山之神社・稲荷社4社（いずれも無格社）・琴平社（無格社）を合祀した。
賀多神社が赤崎神社の旧社地だったとする説がある。

## 祭事
例祭で舞われる能楽は、元禄4年（1691年）、この地に流行した悪疫を払うために神事能が行われたのが最初である。宝永4年（1707年）、鳥羽藩主の松平乗邑以来、代々藩主の代理により毎年観覧されることとなった。正徳2年（1712年）には、暴風で倒れた境内の松や杉を利用して、組み立て式の能舞台が作られた。
映画『ゴジラ』の作中で神楽のシーンがあるが、これは賀多神社の能を撮影したものである。劇中では、大戸島（架空の島）で島民がゴジラ出現の前兆といわれる不漁の退散を祈願するという設定（音楽部分は伊福部昭が作曲）。

## 境内

### 社殿
木造の拝殿を持つ、木造（ヒノキ）の神明造。享保18年（1733年）より、外宮別宮の多賀宮・月夜見宮の式年遷宮の古材を譲り受け、神明造の社殿に造り替えられた。明治43年（1910年）には多賀宮・月夜見宮に加え、内宮と伊雑宮の古材を譲り受けたという。

### 境内社
明治31年（1898年）に鳥羽城跡に創建されたドック稲荷を昭和33年（1958年）10月3日に賀多神社境内に移転し、豊栄稲荷神社（とよさかいなりじんじゃ）と改称した。
日清戦争・日露戦争・太平洋戦争で戦死した氏子を祀る祖霊殿（それいでん）が境内にある。

### 九鬼の千本松
九鬼嘉隆が戦勝祈願に訪れたといわれ、竜灯松（りゅうとうまつ）と呼ばれていた神木を刈り、軍船日本丸の船床に用いたという。嘉隆はのちに杉を1,000本植えたと伝えられており、九鬼の千本杉と呼ばれたという。そのうちの1本だけが境内に残存している。嘉隆以後の歴代鳥羽城主からも崇敬された。

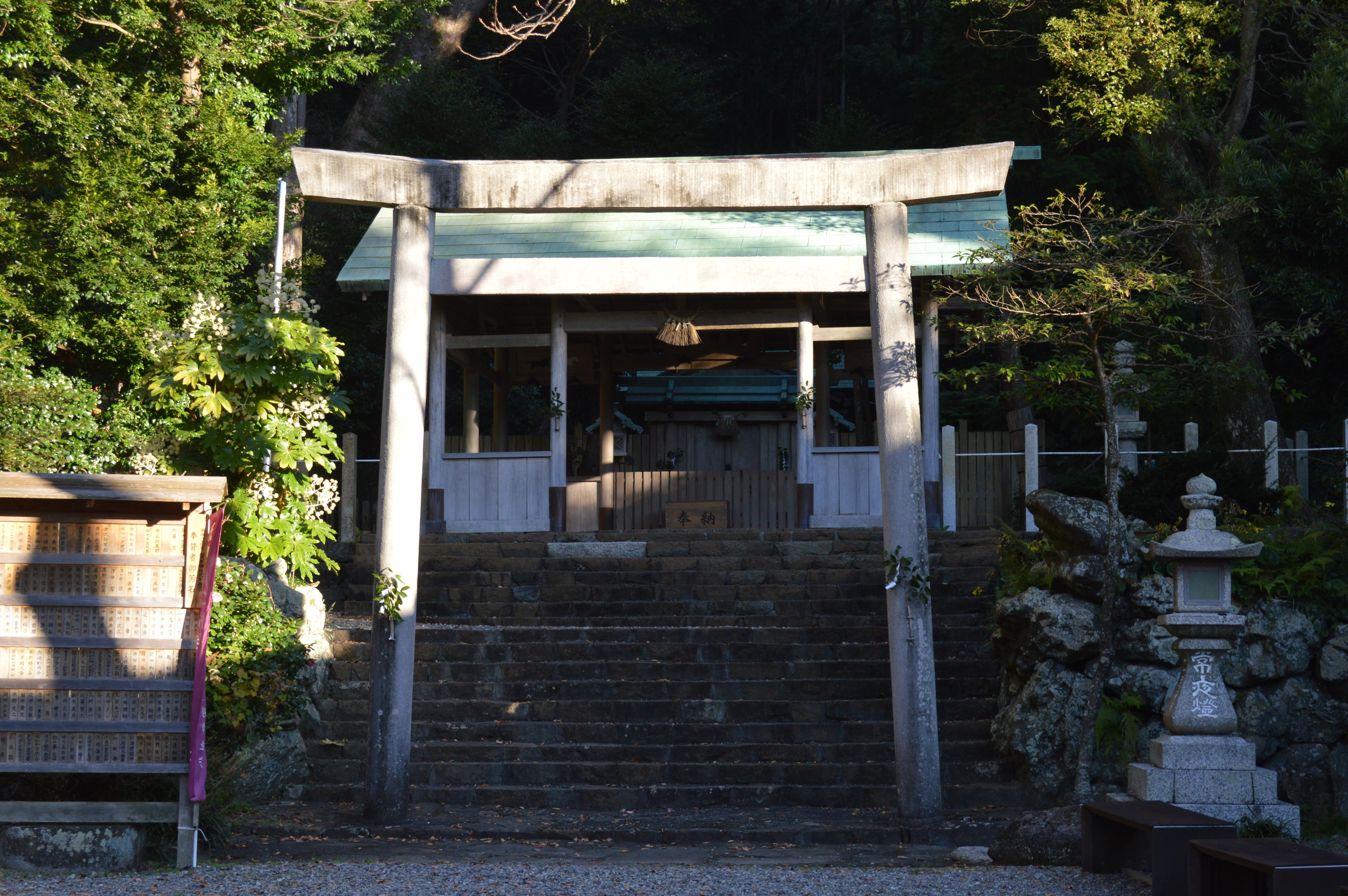
鳥居と境内
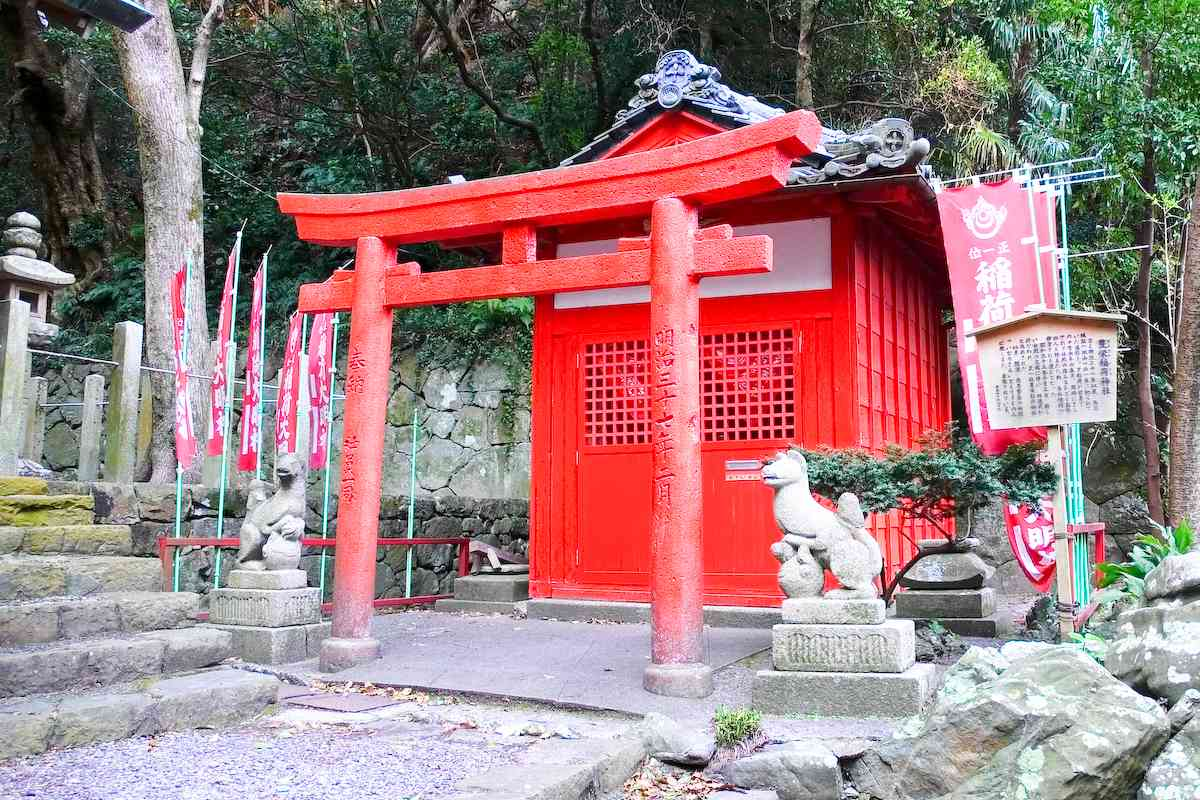
豊栄稲荷神社
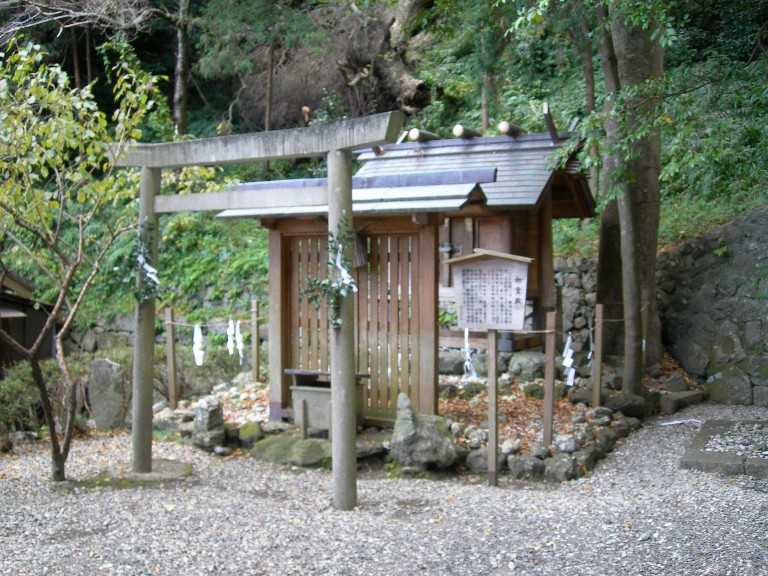
祖霊殿

## 文化財

### 県指定文化財
- 賀多神社能舞台(組立て式)一式（有形民俗文化財、平成6年（1994年）3月9日指定）[3]
- 能面四二面 附 能衣裳七六領（有形文化財(彫刻)、昭和33年（1958年）12月15日指定）[4]

## 交通アクセス
- JR・近鉄鳥羽駅から約700m（徒歩約10分）。